# 太陽系年表
這是太陽系的天文學年表，列出人類對太陽系的主要發現與研究成果。

## 古代
- 前2137年10月22日─中國天文學家記錄日食。
- 約公元前2000年─中國測量出木星繞天球一周約為12年。
- 前1000s 年─太陽系以太陽為中心的想法開始萌芽，最早提到太陽在球形中心的是古印度的經書《韋達經》（意為知識或光明）。
- 約公元前1400年─中國已有規律的記錄日食與月食，並有最早的日珥記錄。
- 約公元前1100年─中國最早測出春分點與黃赤交角。
- 前776年─中國完成世界最早可信的日食記錄。
- 前600年─埃及天文學家據稱能預測日食。
- 前613年7月─中國古籍《春秋》記錄的彗星，可能是哈雷彗星最早的出現記錄。
- 前586年─古希臘米粒都的泰勒斯宣稱能預測日食。
- 前350年─古希臘亞里士多德以月食的陰影和其他的觀測，論述地球是圓的。
- 前280年─古希臘薩摩斯的阿里斯塔克斯利用地球投射在月球上的影子估計月球的半徑是地球的三分之一，並且估計月球和太陽的大小與距離。
- 前200年─厄拉多塞使用陰影測量出地球的半徑約為6,400公里。
- 前150年─喜帕恰斯利用視差測量出月球的距離約為380,000公里。
- 前134年─喜帕恰斯發現分點歲差（分點進動）。
- 前28年─中國《漢書》最早記錄黑子。

## 中世紀時期
- 前150 CE─托勒密完成《天文學大成》，記錄當時的天文學知識，並且鞏固以地球為中心的太陽系模型。
- 499 CE─印度的數學家阿耶波多（Aryabhata）在阿耶波多曆書（Aryabhatiya）中建議以太陽為中心，在萬有引力下的太陽系模型，行星以橢圓軌道的週轉圓繞著太陽，行星和月亮的光輝來自反射的陽光。
- 500年─阿耶波多精確算出地球的圓周、日食和月食、地球公轉軌道的長度。
- 620年代─印度數學、天文學家婆羅門笈多首先認同重力是相吸的，並且對萬有引力定律作簡要描述。
- 628年─婆羅門笈多提出行星出沒、合、和日食與月食等變化的計算方法。
- 687年─中國紀錄已知最早的流星雨。
- 820年─阿拉伯天文學家花拉子密運用阿拉伯數字完成天文算表。
- 1150年─印度數學、天文學家婆什迦罗在《Siddhanta Shiromani》以代數計算行星經度和緯度、日食和月食、天體出沒、月球的新月和朔望，還有行星合與恆星的合；並且解釋三個周日運動的問題。
- 1150年代─婆什迦罗計算行星的平均運動、橢圓、新月、行星首見的時間、季節，和地球繞太陽公轉軌道的長度至小數點下第9位。
- 1150年代─傑拉德將托勒密的《天文學大成》從阿拉伯文翻譯成拉丁文，最後成為教會核准教本。
- 約1350年─阿拉伯天文學家伊本·沙蒂爾（Ibn al-Shatir）在行星的計算中，早於哥白尼，已經摒棄托勒密的等分點。

## 文藝復興時代
- 約1514年─尼古拉·哥白尼在一篇《短論》的手稿中陳述他以太陽為中心的理論。
- 1543年─哥白尼倡議日心說的著作《天體運行論》（De revolutionibus orbium coelestium）出版。
- 1577年─第谷以視差證明彗星是地球大氣層外的遙遠天體。
- 1609年─约翰内斯·开普勒提出行星軌道是橢圓形而不是圓型的行星運動第一定律，解決許多古代行星模型的問題。
- 1610年─伽利略發現木星的四大衛星：埃歐、歐羅巴、甘尼米德、卡利斯多，看見土星環（但不認為是圓環），還觀察了金星的相位並據以駁斥托勒密的地心說。
- 1619年─开普勒提出他的行星運動第三定律。
- 1655年─卡西尼發現木星的大紅斑。
- 1656年─惠更斯確認土星環和發現土衛六。
- 1665年─卡西尼測量木星、火星和金星的自轉速度。
- 1672年─卡西尼發現土衛五。
- 1672年─吉恩·里奇和卡西尼測出天文單位大約是138,370,000公里。
- 1675年─奧勒·羅默使用木衛掩週期的規律性變化，最先證實光波以有限速度傳播，並且估計光速大約是每秒227,000公里。

## 18世紀
- 1705年─愛德蒙·哈雷計算出哈雷彗星的軌道週期，並公開預言將在1757年回歸。
- 1715年─愛德蒙·哈雷計算日食陰影的路徑。
- 1716年─愛德蒙·哈雷提出利用金星凌日精確測量日地距離的方法。
- 1729年─詹姆斯·布萊德雷測出光行差，首度直接證明地球在運動。
- 1755年─康德首度提出太陽系誕生的星雲說。
- 1758年─約翰·帕利奇觀測到回歸的哈雷彗星。由於木星攝動使回歸日期延後618天，法國天文學家拉卡依建議將其命名為哈雷彗星。
- 1766年─德國人提丟斯發現行星距離的規律性質。
- 1772年─波德獨立發表與提丟斯雷同之行星距離規律性質，此定則命名為「提丟斯─波德定則」。
- 1781年─威廉·赫歇爾在望遠鏡的北天巡天中發現天王星。
- 1796年─拉普拉斯再提出太陽系是從旋轉中的星雲誕生的星雲假說。

## 19世紀
- 1801年─朱塞普·皮亞齊發現第一顆小行星穀神星。
- 1802年─奧伯斯 發現第二顆小行星智神星。
- 1821年─布瓦（Alexis Bouvard）發現天王星軌道不規律。
- 1825年─拉普拉斯完成他對萬有引力的研究，在《天體力學》中闡明太陽系的穩定、潮汐、分點歲差、月球的天秤動和土星環等等。
- 1838年─贝塞尔測量出天鵝座61的視差，再度駁斥了最古老的地心說。
- 1846年─勒威耶由天王星軌道的不規則，預測海王星的位置。
- 1846年─約翰·伽勒發現海王星。
- 1846年─威廉·拉塞爾發現崔頓。
- 1849年─愛德華·洛希發現天體重力創造的潮汐力，阻止鄰近的小天體凝聚的界限，稱為洛希極限，解釋了土星環為何不能凝聚成衛星。
- 1856年─馬克士威論證固體的土星環將會被土星的引力撕裂，所以土星環包含許多微小的衛星。
- 1862年─安吉洛·西奇神父分析和比較太陽與恆星的光譜，確定太陽是顆恆星。
- 1866年─斯基亞帕雷利意識到流星雨是地球穿過彗星殘留在軌道上的碎屑造成的。

## 20世紀
- 1906年─德國天文學家馬克斯·沃夫發現第一顆特洛伊小行星(588) 阿基里斯。
- 1930年─克莱德·汤博發現冥王星。
- 1930年─赛斯·尼克尔森測量月球的表面溫度。
- 1944年─杰拉德·柯伊伯發現泰坦有濃密的大氣層。
- 1950年─扬·奥尔特建議彗星起源於太陽系邊界的歐特雲。
- 1951年─杰拉德·柯伊伯提出週期彗星來自於距離太陽40至100天文單位的環帶，現稱為柯伊伯带。
- 1959年─月球3號傳送回月球背面的圖片。
- 1977年─詹姆斯·艾略特在柯伊伯機載天文台的天王星掩星觀測發現天王星環。
- 1978年─詹姆斯·克里斯蒂發現冥王星的衛星凱倫。
- 1978年─彼得·高德瑞克和史考特·特瑞曼提出行星環動力學的波茲曼方程式模型，認為環的光深度和微粒的復原係數間的關係使還得以穩定而不會毀壞。
- 1979年─航海家1號發現木星暗淡的環系統和埃歐上的火山。
- 1980年─航海家1號發現兩顆木星的新衛星和土星的六顆新衛星。
- 1986年─航海家2號飛越天王星，首度傳回表面特徵、環和衛星的特寫鏡頭，並發現十顆新衛星。
- 1988年─馬丁·鄧肯、湯馬斯·奎恩和史考特·特瑞曼論證短週期彗星源自柯伊伯带而不是奥尔特云。
- 1989年─航海家2號飛越海王星：首度觀察到表面特徵、確定弧是完整的環、崔頓的影像和發現五顆新衛星。
- 1992年─發現脈衝星PSR B1257+12有行星系統。這是除太陽系之外，最先被發現的行星系統。
- 1992年─夏威夷大學的大衛·朱維特和哈佛大學的珍妮·劉發現第一個柯伊伯带天體1992 QB1。

## 21世紀

### 2001–2019
- 2003年─布朗（加州理工學院）、特魯希略（雙子星天文台）及拉比諾維茨（耶魯大學）共同發現發現史無前例的巨大小行星塞德娜，軌道週期12,000年。
- 2004年─航海家1號送回在太陽系的日鞘內觀測到的第一批資料。
- 2004年─卡西尼-惠更斯號成為環繞土星的第一艘太空船。它發現土星環有著複雜的運動，幾顆新的小衛星，和恩克拉多斯的冰火山，和在更小的土衛八（Iapetus）赤道上的奇怪山脊，並從泰坦表面提供第一張影像。
- 2005年─布朗等人發現在2003年發現的小行星鬩神星是比冥王星還要大的海王星外天體，並且有顆衛星鬩衛一。鬩神星還是自從1846年發現海王星的衛星，崔頓之後，在太陽系內被發現的最大天體。
- 2005年─火星探測漫遊者執行首度在另一顆行星表面觀察火星的衛星傅伯斯從太陽前方掠過造成的日食。
- 2006年─國際天文學聯合會第26屆會員大會投票贊成重新定義行星並正式宣布穀神星、冥王星和鬩神星是矮行星。
- 2008年─國際天文學聯合會宣告鳥神星和妊神星是矮行星。
- 2011年─曙光號太空船進入環繞灶神星的軌道進行詳細的測量。
- 2012年─卡西尼-惠更斯號近距離拍攝土衛三十二（Methone）的影像，揭示他有非常光滑的表面。
- 2012年─曙光號太空船離開灶神星朝向穀神星前進。
- 2015年─曙光號太空船進入環繞穀神星的軌道，進行仔細的測量。
- 2015年─新視野號太空船飛越冥王星。
- 2019年─新視野號太空船執行飛越古柏帶天體2014 MU69的任務。